# Enrique Iglesias

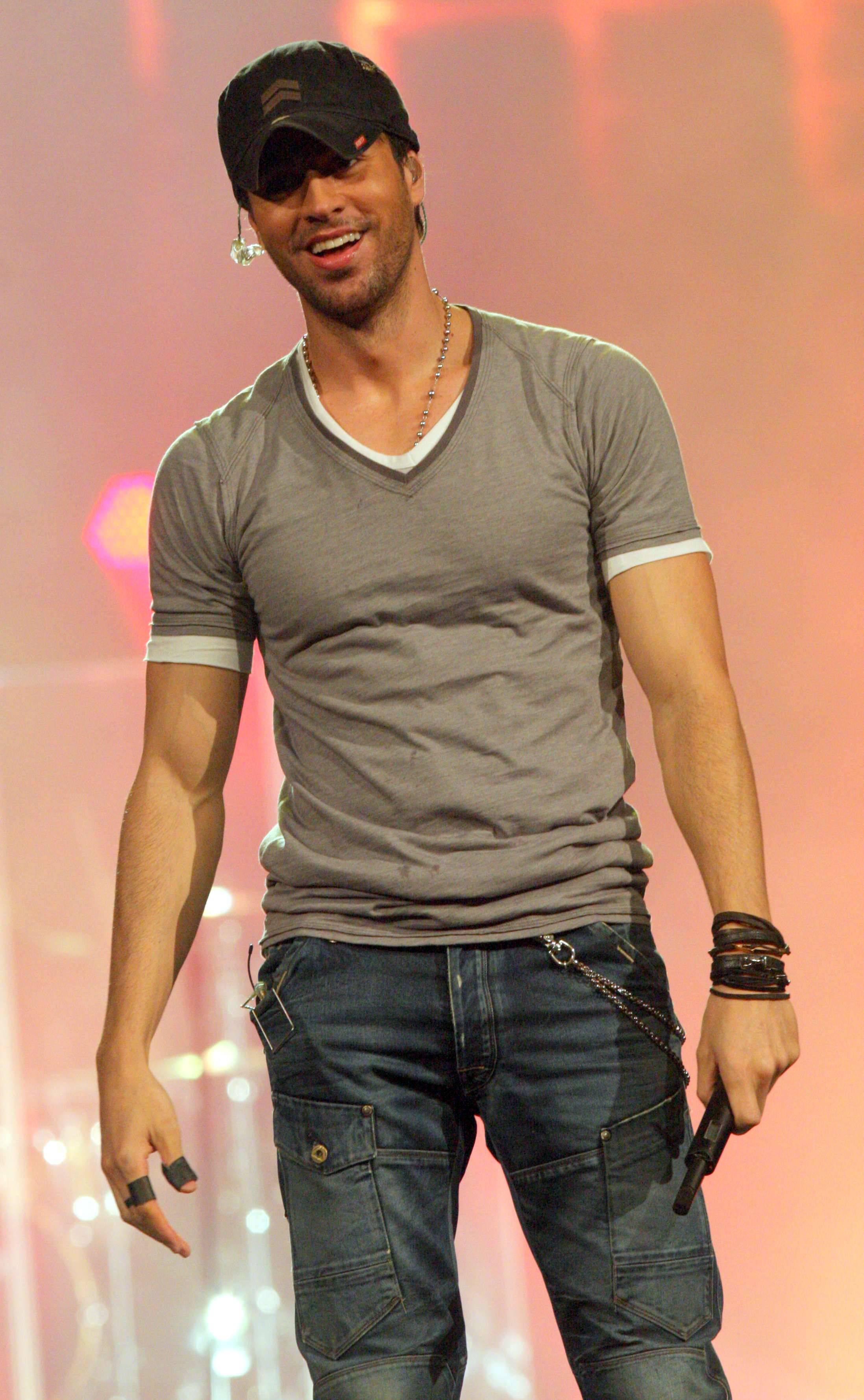
Enrique Iglesias, 2011

Enrique Miguel Iglesias Preysler [enˈrike miˈɣɛl iˈɣlesjas ˈpɾejzleɾ] (* 8. Mai 1975 in Madrid) ist ein spanisch-philippinisch-US-amerikanischer R&B- sowie Dance-Pop-Sänger, Songwriter und Schauspieler. Zu seinen bekanntesten Titeln gehören Bailamos, Rhythm Divine, Hero, Escape, Do You Know? (The Ping Pong Song), Takin’ Back My Love, Bailando und Duele el corazón.

## Leben

### Herkunft und Ausbildung
Iglesias’ Vater ist der spanische Sänger Julio Iglesias, seine Mutter die philippinische ehemalige Schönheitskönigin Isabel Preysler. Seine beiden älteren leiblichen Geschwister sind Julio Iglesias Jr., der ebenfalls als Sänger aktiv ist, und die Journalistin Chábeli Iglesias. Iglesias hat noch fünf Halbgeschwister, die sein Vater Julio mit seiner zweiten Frau Miranda hat. Als Iglesias acht Jahre alt war, zog er mit seinem Vater, der zu dieser Zeit schon geschieden war, nach Miami. Hier besuchte er die Gulliver Preparatory School, wo er sein Gesangs-Debüt bei der Produktion von Hello, Dolly! machte. Anschließend begann er sein Studium in Wirtschaftsrecht an der University of Miami, brach es wiederum ab, um in Toronto sein erstes Album aufzunehmen.

### Privates
Seit 2001 ist Iglesias mit der ehemaligen russischen Tennisspielerin Anna Sergejewna Kurnikowa liiert, die in seinem Musikvideo Escape mitspielte.
Er hat mit ihr seit 2017 Zwillinge, einen Sohn und eine Tochter. Am 30. Januar 2020 kam ihr drittes Kind auf die Welt.

## Musikalische Karriere

### 1995–1998:Enrique Iglesias,VivirundCosas del Amor
Am 21. November 1995 veröffentlichte er sein selbstbetiteltes und spanischsprachiges Debütalbum Enrique Iglesias, welches ebenfalls auf Portugiesisch sowie italienisch aufgenommen wurde. Zwar erreichte es lediglich Platz 148 der US-amerikanischen Billboard 200, jedoch konnte es sich allein in der ersten Woche nach der Veröffentlichung über 500.000-mal verkaufen. Bei den Grammy Awards im Jahr 1997 gewann das Album in der Kategorie Best Latin Pop Album.
Anfang 1997 erschien sein zweites Album Vivir, welches wie das vorhergehende Album ebenfalls auf Spanisch aufgenommen wurde. Es kletterte bis auf Platz 33 in den US-amerikanischen Album-Charts und erreichte dort, mit über 1 Million verkauften Einheiten, Platin-Status. Das Album wurde bei den Grammy Awards im Jahr 1998 in der Kategorie Best Latin Pop Album nominiert, es verlor aber gegen das Album Romances von Luis Miguel.
Im Spätsommer 1998 veröffentlichte Iglesias mit Cosas del Amor ein weiteres spanischsprachiges Album, das es bis auf Platz 64 in den US-amerikanischen Billboard 200 schaffte, in den USA auch mit Gold ausgezeichnet und, wie seine vorherigen Alben auch, bei den Grammy Awards in der Kategorie Best Latin Pop Album nominiert wurde, dabei jedoch nicht erfolgreich.

### 1999–2001:EnriqueundEscape
Um 1999 begann Iglesias in den englischen Musikmarkt einzusteigen. So brachte er im Sommer desselben Jahres den Song Bailamos heraus, welcher ebenfalls in dem Film Wild Wild West zu hören ist. Der Song erreichte in den USA sogar die Chartspitze und hatte weltweit großen Erfolg.
Daraufhin unterzeichnete er einen Plattenvertrag bei Interscope Records und veröffentlichte somit Ende 1999 sein erstes englischsprachiges Album Enrique. Es brachte es in über 32 Ländern auf Gold- oder Platin-Status und kletterte bis in die Top 10 vieler internationaler Album-Charts. Zudem beinhaltet es unter anderem weitere Single-Auskopplungen, wie Sad Eyes und Rhythm Divine. Letztere avancierte sowohl in Spanien im Jahr 2000 zum Nummer-eins-Hit als auch bei den Billboard Hot Latin Songs. Die Single Could I Have This Kiss Forever wurde mit Whitney Houston aufgenommen und schaffte es in der Schweiz bis auf Platz 1. Zudem gelang Iglesias mit einer weiteren Single des Albums, Be With You, ein erneuter Nummer-eins-Hit in den Vereinigten Staaten.
Im Jahr 2000 trat er beim Super Bowl XXXIV mit Christina Aguilera, Phil Collins und Toni Braxton auf. Daraufhin meinte Howard Stern, dass Iglesias nicht live singen könne. Am 8. Juni desselben Jahres trat dieser dann in seiner Show auf und sang live vor Stern. Letzterer nahm seine Beschuldigung zurück und bemerkte, dass Iglesias doch in der Lage sei, live zu singen.
Am 3. September 2001 brachte er die erste Singleauskopplung Hero seines nächsten Albums Escape heraus. Die Single wurde ein weltweiter Erfolg und wurde zugleich ein Nummer-eins-Hit, beispielsweise in der Schweiz, in Großbritannien, in Australien oder in Kanada. In den USA erreichte die Single Platz 3, ebenso in Deutschland und Österreich.
In den darauffolgenden Monaten wurden weitere Singles des Albums veröffentlicht, unter anderem Don’t Turn Off the Lights, Love to See You Cry, Maybe sowie To Love a Woman. Letztere wurde mit Lionel Richie aufgenommen. Die Single-Auskopplung Escape, welche denselben Namen wie das dazugehörige Album trägt, wurde nach Hero eine ebenso erfolgreiche Auskopplung des Albums.
Das zweite englischsprachige Album Escape erschien am 30. Oktober 2001 und übertraf den Erfolg des davorherigen Albums. So schaffte es bis auf die Chartspitze der Album-Charts in Großbritannien ebenso in Australien, wo es das meistverkaufte Album im Jahr 2002 ist. In den Vereinigten Staaten kletterte
Escape bis auf Platz 2 und verkaufte sich dort in der ersten Woche nach der Veröffentlichung rund 270.000-mal. Das Album wurde zahlreich ausgezeichnet: Beispielsweise in Australien sowie in Kanada wurde das Album jeweils 5-mal mit Platin ausgezeichnet, in Großbritannien 4-mal und in den USA 3-mal.

### 2002–2003:Quizasund7

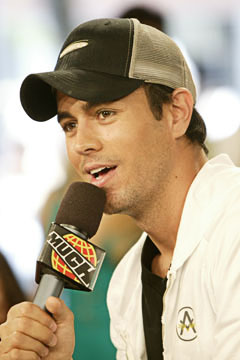
Enrique Iglesias, 2007

Am 17. September 2002 wurde das vierte spanische Album Quizas (deutsch: Vielleicht) veröffentlicht. Der Titel erzählt über die angespannte Beziehung zwischen Iglesias und seinem Vater Julio Iglesias. Das Album erreichte Platz 12 in den US-amerikanischen Albumcharts und ist somit das Album, welches die höchste spanischsprachige Chartplatzierung in den Billboard 200 bedeutet. Dies gelang bislang noch keinem spanischen Künstler. In der Schweiz stieg Quizas bis auf Platz 41. Es konnte sich zudem in der ersten Woche rund 1 Million Mal verkaufen. Bei den Latin Grammy Awards im Jahr 2003 gewann das Album in der Kategorie Best Pop Vocal Album.
Ende 2003 erschien sein siebtes Album, welches den Namen 7 trägt und nicht wie das davorherige Album auf Spanisch, sondern diesmal wieder auf Englisch aufgenommen wurde. Lediglich zwei Singles wurden vom Album veröffentlicht, und zwar Addicted sowie Not in Love. Letztere wurde mit Kelis aufgenommen und erreichte die Top 15 der Singles Charts in Deutschland, in Australien und in der Schweiz. In Großbritannien schaffte es die Single sogar bis in die Top 5 der Charts.

### 2007–2009:InsomniacundGreatest Hits
Nach einer vierjährigen musikalischen Pause wurde das englischsprachige Album Insomniac (deutsch: Person, die an Schlaflosigkeit leidet) im Sommer 2007 veröffentlicht. Es wurde hauptsächlich in der Nacht aufgenommen und bekam deshalb den Titel. In Großbritannien stieg das Album bis auf Platz 3 und konnte sich dort über 250.000-mal verkaufen, sodass es mit Gold ausgezeichnet wurde.
Die erste Singleauskopplung Do You Know? (The Ping Pong Song) konnte sich vor allem in vielen europäischen Ländern in die Top 10 der Charts platzieren, dagegen erreichte die Single in den Vereinigten Staaten Platz 21 als Höchstposition und verfehlte somit die Top 20 der Charts. Die zweite Single des Albums, Tired of Being Sorry, konnte sich ebenfalls gut in einigen europäischen Charts platzieren. Es gibt noch eine zweisprachige Version des Liedes mit der französischen Sängerin Nâdiya. Die bilinguale Fassung schaffte es besonders in französischsprachigen Ländern auf hohe Chartplatzierungen. Zudem wurden noch weitere Singles des Albums veröffentlicht: Somebody’s Me sowie Push. Letztere wurde mit Lil Wayne aufgenommen, jedoch gibt es ebenfalls ohne den Rapper eine weitere Version des Songs, welcher in dem Film Step Up to the Streets zu hören ist. Von der UEFA wurde Iglesias’ Lied Can You Hear Me, welches auch im Album vorhanden ist, als offizieller Song für die Fußball-Europameisterschaft 2008 ernannt. Er sang den Titel live vor dem Finale am 29. Juni bei der Abschlussfeier in Wien.
Am 4. Juli 2007 war Iglesias der erste westliche Künstler, der ein Konzert in Syrien seit drei Jahrzehnten gegeben hat. 3 Tage später trat er in Hamburg bei der von Al Gore organisierten Benefiz-Musikveranstaltung Live Earth auf.
Im November 2008 erschien das Kompilationsalbum Greatest Hits, welches eine Sammlung seiner bekanntesten Lieder enthält. In Großbritannien stieg das Album ebenso wie Insomniac bis auf Platz 3 und konnte sich dort diesmal über 450.000-mal verkaufen, sodass es mit Platin ausgezeichnet wurde.
Zusätzlich enthält das Album zwei neue Singles: Away, welches mit Sean Garrett aufgenommen wurde sowie die Single Takin’ Back My Love. Letztere wurde mit Ciara aufgenommen. Es gibt ebenfalls eine Version mit Sarah Connor, welche lediglich in Deutschland sowie in Österreich veröffentlicht wurde.

### 2010–2013: Erstes zweisprachiges AlbumEuphoria
Am 5. Juli 2010 brachte Iglesias sein neuntes und zugleich erstes zweisprachiges Album heraus, welches aus englischen und spanischen Songs besteht. International konnte sich das Album gut in den Charts platzieren, bis auf Deutschland und Österreich, denn dort waren die Höchstposition Platz 87 und Platz 37. Trotz alledem konnte sich das Album weltweit über 1 Million Mal verkaufen. Bei den Latin Grammy Awards im Jahr 2011 wurde das Album in der Kategorie Album of the Year nominiert.
Die erste Single des Albums, I Like It, wurde mit Pitbull aufgenommen und die zweite Singleauskopplung Heartbeat enthält ebenfalls einen Gastmusiker, und zwar Nicole Scherzinger. Die Single Tonight (I’m Fuckin’ You / I’m Lovin’ You) wurde mit Ludacris aufgenommen und die Single Dirty Dancer stellt mit Usher und Lil Wayne die letzte Auskopplung des Albums dar.
Die Singles erreichten großen Erfolg, da sie sich alle insgesamt über 12 Millionen Mal verkauft haben. Fast alle schafften es in die Top 10 bzw. in die Top 20 der Single-Charts, unter anderem in Deutschland, in Österreich, in der Schweiz, in Großbritannien oder in den USA.

### Seit 2014:Sex and LoveundFinal (Vol. 1)

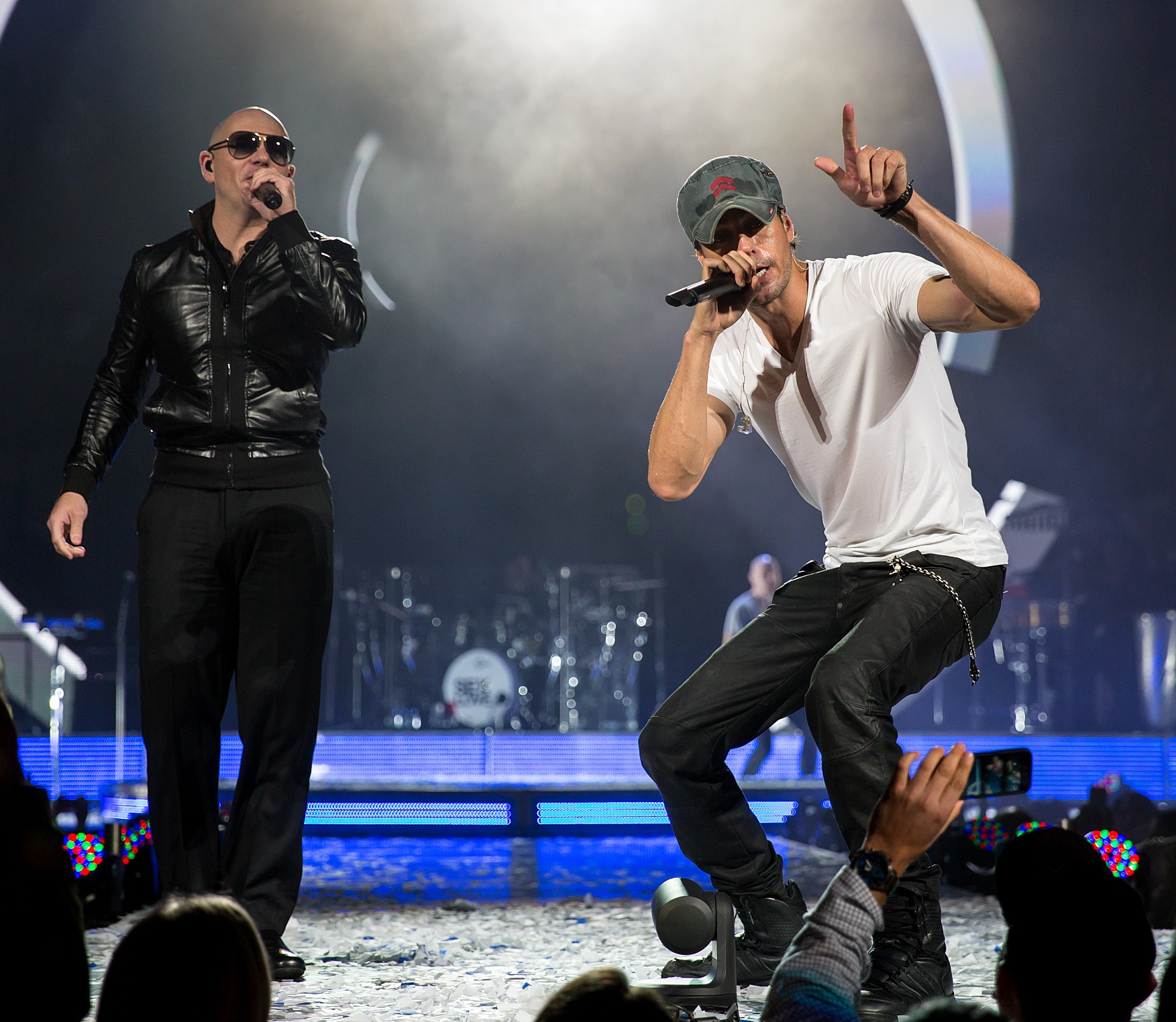
Enrique Iglesias (rechts), 2015

Im März 2014 kam mit Sex and Love sein zweites zweisprachiges Studioalbum heraus Im selben Jahr veröffentlichte er zusammen mit Gente de Zona und Descemer Bueno den Song Bailando, der ein Welthit wurde und mehr als 2,7 Milliarden Mal auf YouTube geklickt wurde. Auch die englische Version zusammen mit Sean Paul hatte enormen Erfolg. Er war zudem mit seiner weltweiten Sex and Love Tour unterwegs, auf der er unter anderem von J Balvin und Pitbull unterstützt wurde. Er spielte so bereits in mehr als 130 Städten vor mehr als 1,1 Millionen Personen.
Nicky Jam nahm mit Iglesias im Jahre 2015 eine zweite Version seines Songs El Perdon auf, die ebenfalls sehr erfolgreich wurde und auch die deutschen Charts eroberte.
Iglesias hatte auch mit dem Song Noche y de Dia (feat. Yandel und Juan Magán) Erfolg.
Im April 2016 wurde Pitbulls Song Messing Around veröffentlicht, auf dem Iglesias den kubano-amerikanischen Rapper unterstützt.
Kurz darauf brachte er seinen Hit Duele El Corazon (feat. Wisin), mit dem er an den Erfolg seiner Hits Bailando und El Perdon anknüpfen konnte, auf den Markt und unterstrich so seinen Ruf als „Sommerhitlieferanten“.
Anfang 2017 brachte er zusammen mit Descemer Bueno die Single Súbeme la Radio heraus. Im September 2021 erschien sein drittes zweisprachiges Studioalbum Final (Vol. 1).

## Andere Projekte

### Schauspielerei
Im Jahr 2003 gab er sein Schauspieldebüt in dem Film Irgendwann in Mexico, in welchem er die Rolle des Lorenzo übernahm. 2007 spielte er ebenfalls Gastrollen in den Serien Two and a Half Men und How I Met Your Mother.

### Songwriting
2004 schrieb er den Titel The Way für Clay Aiken. Der Song war in dem Film Scooby Doo 2 – Die Monster sind los zu hören und wurde zugleich ein Nummer-eins-Hit in Kanada.
Für Melanie C schrieb Iglesias den Titel First Day of My Life, der 2005 auf ihrem Album Beautiful Intentions erschien und in den deutschen Charts Platz 1 erreichte. Bekannt wurde dieses Lied auch als Titelmelodie zur ZDF-Telenovela Wege zum Glück.
Den 2012 erschienenen Song Dance Again von Jennifer Lopez hat er zusammen mit anderen Songschreibern geschrieben.

## Diskografie
Studioalben

| Jahr | Titel                                     | Höchstplatzierung, Gesamtwochen, AuszeichnungChartplatzierungen (Jahr, Titel, Platzierungen, Wochen, Auszeichnungen, Anmerkungen) | Höchstplatzierung, Gesamtwochen, AuszeichnungChartplatzierungen (Jahr, Titel, Platzierungen, Wochen, Auszeichnungen, Anmerkungen) | Höchstplatzierung, Gesamtwochen, AuszeichnungChartplatzierungen (Jahr, Titel, Platzierungen, Wochen, Auszeichnungen, Anmerkungen) | Höchstplatzierung, Gesamtwochen, AuszeichnungChartplatzierungen (Jahr, Titel, Platzierungen, Wochen, Auszeichnungen, Anmerkungen) | Höchstplatzierung, Gesamtwochen, AuszeichnungChartplatzierungen (Jahr, Titel, Platzierungen, Wochen, Auszeichnungen, Anmerkungen) | Höchstplatzierung, Gesamtwochen, AuszeichnungChartplatzierungen (Jahr, Titel, Platzierungen, Wochen, Auszeichnungen, Anmerkungen) | Höchstplatzierung, Gesamtwochen, AuszeichnungChartplatzierungen (Jahr, Titel, Platzierungen, Wochen, Auszeichnungen, Anmerkungen) | Anmerkungen                                                   |
| Jahr | Titel                                     | DE | AT | CH | UK | US | Latin | ES | Anmerkungen                                                   |
| ---- | ----------------------------------------- | --- | --- | --- | --- | --- | --- | --- | ------------------------------------------------------------- |
| 1995 | Enrique Iglesias span. Studioalbum        | — | — | — | — | US148 Platin · (18 Wo.)US | Latin1 (100 Wo.)Latin | ES5 ×4Vierfachplatin · (48 Wo.)ES                                                                                                 | Erstveröffentlichung: 21. November 1995 Verkäufe: + 6.000.000 |
| 1997 | Vivir span. Studioalbum                   | — | — | — | — | US33 Platin · (18 Wo.)US | Latin1 (69 Wo.)Latin | ES3 ×2Doppelplatin · (32 Wo.)ES                                                                                                   | Erstveröffentlichung: 28. Januar 1997 Verkäufe: + 6.000.000   |
| 1998 | Cosas del amor span. Studioalbum          | — | — | CH16 (8 Wo.)CH | — | US64 Gold · (16 Wo.)US | Latin1 (68 Wo.)Latin | ES8 Platin · (32 Wo.)ES | Erstveröffentlichung: 22. September 1998 Verkäufe: + 760.000  |
| 1999 | Enrique engl. Studioalbum                 | DE7 Platin · (49 Wo.)DE | AT12 Gold · (35 Wo.)AT | CH3 Platin · (56 Wo.)CH | UK80 Gold · (5 Wo.)UK | US33 Platin · (49 Wo.)US | — | ES1 ×4Vierfachplatin · (37 Wo.)ES                                                                                                 | Erstveröffentlichung: 23. November 1999 Verkäufe: + 3.720.000 |
| 2001 | Escape engl. Studioalbum                  | DE3 Platin · (44 Wo.)DE | AT6 Gold · (43 Wo.)AT | CH4 ×2Doppelplatin · (46 Wo.)CH                                                                                                   | UK1 ×5Fünffachplatin · (87 Wo.)UK                                                                                                 | US2 ×3Dreifachplatin · (64 Wo.)US                                                                                                 | — | ES3 (16 Wo.)ES | Erstveröffentlichung: 29. Oktober 2001 Verkäufe: + 6.735.000  |
| 2002 | Quizás span. Studioalbum                  | — | — | CH41 (6 Wo.)CH | — | US12 Gold · (8 Wo.)US | Latin1 ×4Vierfachplatin · (47 Wo.)Latin                                                                                           | ES1 Platin · (15 Wo.)ES | Erstveröffentlichung: 17. September 2002 Verkäufe: + 640.000  |
| 2003 | 7 engl. Studioalbum                       | DE27 (8 Wo.)DE | AT48 (3 Wo.)AT | CH11 Gold · (22 Wo.)CH | UK13 Gold · (18 Wo.)UK | US31 (10 Wo.)US | — | ES31 (7 Wo.)ES | Erstveröffentlichung: 24. November 2003 Verkäufe: + 350.000   |
| 2007 | Insomniac engl. Studioalbum               | DE14 (13 Wo.)DE | AT14 (12 Wo.)AT | CH8 (38 Wo.)CH | UK3 Gold · (32 Wo.)UK | US17 (16 Wo.)US | — | ES8 (15 Wo.)ES | Erstveröffentlichung: 11. Juni 2007 Verkäufe: + 255.000       |
| 2010 | Euphoria zweisprachiges Studioalbum       | DE87 (2 Wo.)DE | AT37 (6 Wo.)AT | CH4 (15 Wo.)CH | UK6 Gold · (15 Wo.)UK | US10 (36 Wo.)US | Latin1 ×2Doppelplatin · (81 Wo.)Latin                                                                                             | ES1 Gold · (62 Wo.)ES | Erstveröffentlichung: 2. Juli 2010 Verkäufe: + 507.500        |
| 2014 | Sex and Love zweisprachiges Studioalbum   | DE32 (3 Wo.)DE | AT38 Gold · (1 Wo.)AT | CH23 (18 Wo.)CH | UK11 Silber · (7 Wo.)UK | US8 (40 Wo.)US | Latin1 ×2Doppelplatin · (212 Wo.)Latin                                                                                            | ES1 Platin · (96 Wo.)ES | Erstveröffentlichung: 14. März 2014 Verkäufe: + 889.500       |
| 2021 | Final (Vol. 1) zweisprachiges Studioalbum | — | — | CH56 (2 Wo.)CH | — | — | Latin12 ×6Sechsfachplatin · (10 Wo.)Latin                                                                                         | ES45 (1 Wo.)ES | Erstveröffentlichung: 17. September 2021 Verkäufe: + 568.000  |
| 2024 | Final (Vol. 2) zweisprachiges Studioalbum | — | — | CH40 (1 Wo.)CH | — | — | Latin47 (1 Wo.)Latin | ES26 (4 Wo.)ES | Erstveröffentlichung: 29. März 2024 Verkäufe: + 30.000        |

grau schraffiert: keine Chartdaten aus diesem Jahr verfügbar

## Filmografie
- 2003: Irgendwann in Mexico
- 2007: Two and a Half Men (Fernsehserie, 4x23 Vergiss Fernando)
- 2007: How I Met Your Mother (Fernsehserie, 3x01-3x02)
- 2017: American Dad (Fernsehserie, 14x1)